# Speak Now World Tour
Tournées par Taylor Swift
Fearless Tour
(2009–2010) Red Tour
(2013–2014)
Le Speak Now World Tour est la deuxième tournée de l'auteure-compositrice-interprète américaine Taylor Swift, lancée à l'appui de son troisième album studio Speak Now (2010). La tournée mondiale a débuté le 9 février 2011 à Singapour et s'est terminée le 18 mars 2012 à Auckland, en Nouvelle-Zélande.
La tournée a reçu des critiques positives de la part des , qui ont loué les visuels et la connexion de Swift avec son public et sa scène. Il s'est classé dixième sur la liste "Top 50 Worldwide Tour (Mid-Year)" de Pollstar, gagnant plus de 40 millions de dollars. À la fin de 2011, la tournée s'est classée quatrième sur la liste annuelle des 25 meilleures tournées mondiales du même magazine, gagnant 104,2 millions de dollars sur 100 spectacles, ce qui en fait la tournée féminine et solo la plus rentable de 2011.
Plusieurs spectacles à travers l'étape nord-américaine ont été enregistrés pour un film de concert et un album live, tous deux intitulés Speak Now World Tour - Live, et sorti le 21 novembre 2011.

## Setlist
Asie et Europe
1. Sparks Fly
2. Mine
3. The Story of Us
4. Back to December (contains elements of Apologize and You're Not Sorry)
5. Better Than Revenge
6. Speak Now
7. Fearless (contains elements of Hey, Soul Sister and I'm Yours)
8. Fifteen
9. You Belong with Me
10. Dear John
11. Enchanted
12. Long Live
13. Love Story

Amérique du Nord
1. Sparks Fly
2. Mine
3. The Story of Us
4. Our Song
5. Mean
6. Back to December (contains elements of Apologize and You're Not Sorry)
7. Better Than Revenge
8. Speak Now
9. Fearless (contains elements of Hey, Soul Sister and I'm Yours)
10. Last Kiss
11. You Belong with Me
12. Dear John
13. Enchanted
14. Haunted
15. Long Live

Encore
1. Fifteen
2. Love Story

## Dates de la tournée
| Date                       | Ville               | Pays             | Lieu                          | Affluence             | Revenu brut    |
| Étape 1 — Asie             | Étape 1 — Asie      | Étape 1 — Asie   | Étape 1 — Asie                | Étape 1 — Asie        | Étape 1 — Asie |
| -------------------------- | ------------------- | ---------------- | ----------------------------- | --------------------- | -------------- |
| 9 février 2011             | Singapour           | Singapour        | Singapore Indoor Stadium      | 8,964 / 8,964         | $916,850       |
| 11 février 2011            | Séoul               | Corée du Sud     | Olympic Park Gymnastics Arena | 4,725 / 4,725         | $385,374       |
| 13 février 2011            | Osaka               | Japon            | Osaka-jō Hall                 | 6,953 / 6,953         | $758,113       |
| 16 février 2011            | Tokyo               | Japon            | Nippon Budōkan                | 15,955 / 15,955       | $1,738,227     |
| 17 février 2011            | Tokyo               | Japon            | Nippon Budōkan                | 15,955 / 15,955       | $1,738,227     |
| 19 février 2011            | Manille             | Philippines      | Smart Araneta Coliseum        | 12,668 / 12,668       | $900,132       |
| 21 février 2011            | Hong Kong           | Hong Kong        | AsiaWorld-Arena               | 12,573 / 12,573       | $1,030,633     |
| 28 février 2011            | Doha                | Qatar            | Indoor Stadium                | 12,100 / 12,100       | $916,850       |
| Étape 2 — Europe           |                     |                  |                               |                       |                |
| 6 mars 2011                | Bruxelles           | Belgique         | Forest National               | 4,622 / 4,622         | $219,212       |
| 7 mars 2011                | Rotterdam           | Pays-Bas         | Rotterdam Ahoy                | 4,799 / 4,799         | $248,314       |
| 9 mars 2011                | Oslo                | Norvège          | Oslo Spektrum                 | 8,650 / 8,650         | $815,246       |
| 12 mars 2011               | Oberhausen          | Allemagne        | König Pilsener Arena          | 6,082 / 6,082         | $370,028       |
| 15 mars 2011               | Milan               | Italie           | Mediolanum Forum              | 3,421 / 3,421         | $153,303       |
| 17 mars 2011               | Paris               | France           | Le Zénith                     | 3,598 / 3,598         | $201,781       |
| 19 mars 2011               | Madrid              | Espagne          | Palais des sports             | 3,962 / 3,962         | $251,864       |
| 22 mars 2011               | Birmingham          | Royaume-Uni      | LG Arena                      | 9,339 / 9,339         | $508,854       |
| 25 mars 2011               | Belfast             | Royaume-Uni      | Odyssey Arena                 | 8,058 / 8,058         | $379,001       |
| 27 mars 2011               | Dublin              | Irlande          | The O2                        | 8,681 / 8,681         | $419,806       |
| 30 mars 2011               | Londres             | Royaume-Uni      | O2 Arena                      | 15,381 / 15,681       | $1,109,192     |
| Étape 3 — Amérique du Nord |                     |                  |                               |                       |                |
| 27 mai 2011                | Omaha               | États-Unis       | Qwest Center                  | 26,992 / 26,992       | $1,717,10      |
| 28 mai 2011                | Omaha               | États-Unis       | Qwest Center                  | 26,992 / 26,992       | $1,717,10      |
| 29 mai 2011                | Des Moines          | États-Unis       | Wells Fargo Arena             | 13,149 / 13,149       | $862,771       |
| 2 juin 2011                | Sunrise             | États-Unis       | BankAtlantic Center           | 24,077 / 24,077       | $1,582,951     |
| 3 juin 2011                | Sunrise             | États-Unis       | BankAtlantic Center           | 24,077 / 24,077       | $1,582,951     |
| 4 juin 2011                | Orlando             | États-Unis       | Amway Center                  | 12,262 / 12,262       | $791,980       |
| 7 juin 2011                | Columbus            | États-Unis       | Nationwide Arena              | 14,817 / 14,817       | $955,259       |
| 8 juin 2011                | Milwaukee           | États-Unis       | Bradley Center                | 13,748 / 13,748       | $897,042       |
| 11 juin 2011               | Détroit             | États-Unis       | Ford Field                    | 47,992 / 47,992       | $3,453,549     |
| 14 juin 2011               | Saint Paul          | États-Unis       | Xcel Energy Center            | 28,977 / 28,977       | $1,913,737     |
| 15 juin 2011               | Saint Paul          | États-Unis       | Xcel Energy Center            | 28,977 / 28,977       | $1,913,737     |
| 18 juin 2011               | Pittsburgh          | États-Unis       | Heinz Field                   | 52,009 / 52,009       | $4,009,118     |
| 21 juin 2011               | Buffalo             | États-Unis       | HSBC Arena                    | 14,487 / 14,487       | $966,749       |
| 22 juin 2011               | Hartford            | États-Unis       | XL Center                     | 12,436 / 12,436       | $810,165       |
| 25 juin 2011               | Foxborough          | États-Unis       | Gillette Stadium              | 110,800 / 110,800     | $8,026,360     |
| 26 juin 2011               | Foxborough          | États-Unis       | Gillette Stadium              | 110,800 / 110,800     | $8,026,360     |
| 30 juin 2011               | Greensboro          | États-Unis       | Greensboro Coliseum           | 14,789 / 14,789       | $990,701       |
| 1er juillet 2011           | Knoxville           | États-Unis       | Thompson-Boling Arena         | 13,754 / 13,754       | $903,875       |
| 14 juillet 2011            | Montréal            | Canada           | Centre Bell                   | 13,439 / 13,439       | $1,254,230     |
| 15 juillet 2011            | Toronto             | Canada           | Centre Rogers                 | 86,835 / 86,835       | $9,036,000     |
| 16 juillet 2011            | Toronto             | Canada           | Centre Rogers                 | 86,835 / 86,835       | $9,036,000     |
| 19 juillet 2011            | Newark              | États-Unis       | Prudential Center             | 51,487 / 51,487       | $3,875,463     |
| 20 juillet 2011            | Newark              | États-Unis       | Prudential Center             | 51,487 / 51,487       | $3,875,463     |
| 23 juillet 2011            | Newark              | États-Unis       | Prudential Center             | 51,487 / 51,487       | $3,875,463     |
| 24 juillet 2011            | Newark              | États-Unis       | Prudential Center             | 51,487 / 51,487       | $3,875,463     |
| 28 juillet 2011            | Grand Rapids        | États-Unis       | Van Andel Arena               | 11,012 / 11,012       | $724,854       |
| 29 juillet 2011            | Indianapolis        | États-Unis       | Conseco Fieldhouse            | 13,329 / 13,329       | $877,175       |
| 30 juillet 2011            | Cleveland           | États-Unis       | Quicken Loans Arena           | 14,873 / 14,873       | $976,954       |
| 2 août 2011                | Washington          | États-Unis       | Verizon Center                | 29,303 / 29,303       | $2,068,789     |
| 3 août 2011                | Washington          | États-Unis       | Verizon Center                | 29,303 / 29,303       | $2,068,789     |
| 6 août 2011                | Philadelphie        | États-Unis       | Lincoln Financial Field       | 51,395 / 51,395       | $4,268,678     |
| 9 août 2011                | Rosemont            | États-Unis       | Allstate Arena                | 26,112 / 26,112       | $1,909,603     |
| 10 août 2011               | Rosemont            | États-Unis       | Allstate Arena                | 26,112 / 26,112       | $1,909,603     |
| 13 août 2011               | Saint-Louis         | États-Unis       | Scottrade Center              | 27,965 / 27,965       | $1,850,159     |
| 14 août 2011               | Saint-Louis         | États-Unis       | Scottrade Center              | 27,965 / 27,965       | $1,850,159     |
| 18 août 2011               | Edmonton            | Canada           | Rexall Place                  | 25,336 / 25,336       | $2,136,270     |
| 19 août 2011               | Edmonton            | Canada           | Rexall Place                  | 25,336 / 25,336       | $2,136,270     |
| 23 août 2011               | Los Angeles         | États-Unis       | Staples Center                | 54,900 / 54,900       | $3,927,154     |
| 24 août 2011               | Los Angeles         | États-Unis       | Staples Center                | 54,900 / 54,900       | $3,927,154     |
| 27 août 2011               | Los Angeles         | États-Unis       | Staples Center                | 54,900 / 54,900       | $3,927,154     |
| 28 août 2011               | Los Angeles         | États-Unis       | Staples Center                | 54,900 / 54,900       | $3,927,154     |
| 1er septembre 2011         | San José            | États-Unis       | HP Pavilion                   | 24,827 / 24,827       | $1,825,448     |
| 2 septembre 2011           | San José            | États-Unis       | HP Pavilion                   | 24,827 / 24,827       | $1,825,448     |
| 3 septembre 2011           | Sacramento          | États-Unis       | Power Balance Pavilion        | 12,432 / 12,432       | $934,326       |
| 6 septembre 2011           | Portland            | États-Unis       | Rose Garden                   | 13,610 / 13,610       | $903,445       |
| 7 septembre 2011           | Tacoma              | États-Unis       | Tacoma Dome                   | 19,904 / 19,904       | $1,289,430     |
| 10 septembre 2011          | Vancouver           | Canada           | BC Place                      | 82,284 / 82,284       | $8,190,680     |
| 11 septembre 2011          | Vancouver           | Canada           | BC Place                      | 82,284 / 82,284       | $8,190,680     |
| 16 septembre 2011          | Nashville           | États-Unis       | Bridgestone Arena             | 28,178 / 28,178       | $1,841,134     |
| 17 septembre 2011          | Nashville           | États-Unis       | Bridgestone Arena             | 28,178 / 28,178       | $1,841,134     |
| 20 septembre 2011          | Bossier City        | États-Unis       | CenturyLink Center            | 11,510 / 11,510       | $728,546       |
| 21 septembre 2011          | Tulsa               | États-Unis       | BOK Center                    | 12,546 / 12,546       | $907,573       |
| 24 septembre 2011          | Kansas City         | États-Unis       | Arrowhead Stadium             | 48,562 / 48,562       | $3,148,046     |
| 27 septembre 2011          | Denver              | États-Unis       | Pepsi Center                  | 12,908 / 12,908       | $834,916       |
| 28 septembre 2011          | Salt Lake City      | États-Unis       | EnergySolutions Arena         | 13,720 / 13,720       | $896,946       |
| 1er octobre 2011           | Atlanta             | États-Unis       | Philips Arena                 | 26,244 / 26,244       | $1,726,661     |
| 2 octobre 2011             | Atlanta             | États-Unis       | Philips Arena                 | 26,244 / 26,244       | $1,726,661     |
| 4 octobre 2011             | North Little Rock   | États-Unis       | Verizon Arena                 | 13,566 / 13,566       | $856,123       |
| 5 octobre 2011             | La Nouvelle-Orléans | États-Unis       | New Orleans Arena             | 12,943 / 12,943       | $830,289       |
| 8 octobre 2011             | Arlington           | États-Unis       | Cowboys Stadium               | 55,451 / 55,451       | $4,337,062     |
| 11 octobre 2011            | Louisville          | États-Unis       | KFC Yum! Center               | 14,848 / 14,848       | $1,003,828     |
| 14 octobre 2011            | Lubbock             | États-Unis       | United Spirit Arena           | 10,419 / 10,419       | $710,426       |
| 15 octobre 2011            | Oklahoma City       | États-Unis       | Chesapeake Energy Arena       | 11,592 / 11,592       | $758,364       |
| 20 octobre 2011            | San Diego           | États-Unis       | Valley View Casino Center     | 10,834 / 10,834       | $792,634       |
| 21 octobre 2011            | Glendale            | États-Unis       | Jobing.com Arena              | 27,029 / 27,029       | $1,826,025     |
| 22 octobre 2011            | Glendale            | États-Unis       | Jobing.com Arena              | 27,029 / 27,029       | $1,826,025     |
| 25 octobre 2011            | San Antonio         | États-Unis       | AT&T Center                   | 13,851 / 13,851       | $901,535       |
| 26 octobre 2011            | Austin              | États-Unis       | Frank Erwin Center            | 11,999 / 11,999       | $752,078       |
| 29 octobre 2011            | Lexington           | États-Unis       | Rupp Arena                    | 16,237 / 16,237       | $1,041,935     |
| 30 octobre 2011            | Memphis             | États-Unis       | FedExForum                    | 12,604 / 12,604       | $820,036       |
| 5 novembre 2011            | Houston             | États-Unis       | Minute Maid Park              | 42,905 / 42,905       | $3,425,756     |
| 11 novembre 2011           | Jacksonville        | États-Unis       | Veterans Memorial Arena       | 11,785 / 11,785       | $749,099       |
| 12 novembre 2011           | Tampa               | États-Unis       | St. Pete Times Forum          | 13,695 / 13,695       | $914,300       |
| 13 novembre 2011           | Miami               | États-Unis       | American Airlines Arena       | 12,153 / 12,153       | $786,904       |
| 16 novembre 2011           | Charlotte           | États-Unis       | Time Warner Cable Arena       | 14,272 / 14,272       | $920,903       |
| 17 novembre 2011           | Raleigh             | États-Unis       | RBC Center                    | 13,567 / 13,567       | $866,056       |
| 18 novembre 2011           | Columbia            | États-Unis       | Colonial Life Arena           | 12,807 / 12,807       | $828,231       |
| 21 novembre 2011           | New York            | États-Unis       | Madison Square Garden         | 29,652 / 29,652       | $1,988,411     |
| 22 novembre 2011           | New York            | États-Unis       | Madison Square Garden         | 29,652 / 29,652       | $1,988,411     |
| Étape 4 — Océanie          |                     |                  |                               |                       |                |
| 2 mars 2012                | Perth               | Australie        | Burswood Dome                 | 15,142 / 15,142       | $1,878,530     |
| 4 mars 2012                | Adélaïde            | Australie        | Adelaide Entertainment Centre | 8,589 / 8,589         | $1,075,370     |
| 6 mars 2012                | Brisbane            | Australie        | Brisbane Entertainment Centre | 19,870 / 19,870       | $2,416,030     |
| 7 mars 2012                | Brisbane            | Australie        | Brisbane Entertainment Centre | 19,870 / 19,870       | $2,416,030     |
| 9 mars 2012                | Sydney              | Australie        | Allphones Arena               | 27,900 / 27,900       | $3,420,360     |
| 10 mars 2012               | Sydney              | Australie        | Allphones Arena               | 27,900 / 27,900       | $3,420,360     |
| 12 mars 2012               | Melbourne           | Australie        | Rod Laver Arena               | 33,793 / 33,793       | $4,151,650     |
| 13 mars 2012               | Melbourne           | Australie        | Rod Laver Arena               | 33,793 / 33,793       | $4,151,650     |
| 14 mars 2012               | Melbourne           | Australie        | Rod Laver Arena               | 33,793 / 33,793       | $4,151,650     |
| 16 mars 2012               | Auckland            | Nouvelle-Zélande | Vector Arena                  | 32,585 / 32,585       | $2,888,560     |
| 17 mars 2012               | Auckland            | Nouvelle-Zélande | Vector Arena                  | 32,585 / 32,585       | $2,888,560     |
| 18 mars 2012               | Auckland            | Nouvelle-Zélande | Vector Arena                  | 32,585 / 32,585       | $2,888,560     |
| Cumulatif                  | Cumulatif           | Cumulatif        | Cumulatif                     | 1,702,933 / 1,702,933 | $150,184,971   |